# Мел Бріджмен
Мел Бріджмен (англ. Mel Bridgman, нар. 28 квітня 1955, Трентон, Онтаріо) — колишній канадський хокеїст, що грав на позиції центрального нападника. Грав за збірну команду Канади.
Провів понад тисячу матчів у Національній хокейній лізі. 

## Ігрова кар'єра
Хокейну кар'єру розпочав 1971 року.
1975 року був обраний на драфті НХЛ під 1-м загальним номером командою «Філадельфія Флаєрс». 
Протягом професійної клубної ігрової кар'єри, що тривала 15 років, захищав кольори команд «Філадельфія Флаєрс», «Калгарі Флеймс», «Нью-Джерсі Девілс», «Детройт Ред-Вінгс» та «Ванкувер Канакс».
Загалом провів 1102 матчі в НХЛ, включаючи 125 ігор плей-оф Кубка Стенлі.
Був гравцем молодіжної збірної Канади. Виступав за національну збірну Канади.

## Інше
У 1992 став першим генеральним менеджером клубу «Оттава Сенаторс». 

## Нагороди та досягнення
- Трофей Боба Кларка (ЗХЛ) — 1975.

## Статистика

### Клубні виступи
| Сезон        | Клуб                  | Ліга         | Регулярний сезон | Регулярний сезон | Регулярний сезон | Регулярний сезон | Регулярний сезон | Плей-оф | Плей-оф | Плей-оф | Плей-оф | Плей-оф |
| Сезон        | Клуб                  | Ліга         | І                | Г                | П                | О                | ШХ               | І       | Г       | П       | О       | ШХ      |
| ------------ | --------------------- | ------------ | ---------------- | ---------------- | ---------------- | ---------------- | ---------------- | ------- | ------- | ------- | ------- | ------- |
| 1971–72      | «Вікторія Ракет Клуб» | БКЛ          | —                | —                | —                | —                | —                | —       | —       | —       | —       | —       |
| 1971–72      | «Вікторія Кугарс»     | ЗКХЛ         | 4                | 0                | 0                | 0                | 0                | —       | —       | —       | —       | —       |
| 1972–73      | «Нанаймо Кліпперс»    | БКХЛ         | 49               | 37               | 50               | 87               | 31               | —       | —       | —       | —       | —       |
| 1972–73      | «Вікторія Кугарс»     | ЗКХЛ         | 4                | 1                | 1                | 2                | 0                | —       | —       | —       | —       | —       |
| 1973–74      | «Вікторія Кугарс»     | ЗКХЛ         | 62               | 26               | 39               | 65               | 149              | —       | —       | —       | —       | —       |
| 1974–75      | «Вікторія Кугарс»     | ЗКХЛ         | 66               | 66               | 91               | 157              | 175              | 12      | 12      | 6       | 18      | 34      |
| 1975–76      | «Філадельфія Флаєрс»  | НХЛ          | 80               | 23               | 27               | 50               | 86               | 16      | 6       | 8       | 14      | 31      |
| 1976–77      | «Філадельфія Флаєрс»  | НХЛ          | 70               | 19               | 38               | 57               | 120              | 7       | 1       | 0       | 1       | 8       |
| 1977–78      | «Філадельфія Флаєрс»  | НХЛ          | 76               | 16               | 32               | 48               | 203              | 12      | 1       | 7       | 8       | 36      |
| 1978–79      | «Філадельфія Флаєрс»  | НХЛ          | 76               | 24               | 35               | 59               | 184              | 8       | 1       | 2       | 3       | 17      |
| 1979–80      | «Філадельфія Флаєрс»  | НХЛ          | 74               | 16               | 31               | 47               | 136              | 19      | 2       | 9       | 11      | 70      |
| 1980–81      | «Філадельфія Флаєрс»  | НХЛ          | 77               | 14               | 37               | 51               | 195              | 12      | 2       | 4       | 6       | 39      |
| 1981–82      | «Філадельфія Флаєрс»  | НХЛ          | 9                | 7                | 5                | 12               | 47               | —       | —       | —       | —       | —       |
| 1981–82      | «Калгарі Флеймс»      | НХЛ          | 63               | 26               | 49               | 75               | 94               | 3       | 2       | 0       | 2       | 14      |
| 1982–83      | «Калгарі Флеймс»      | НХЛ          | 79               | 19               | 31               | 50               | 103              | 9       | 3       | 4       | 7       | 33      |
| 1983–84      | «Нью-Джерсі Девілс»   | НХЛ          | 79               | 23               | 38               | 61               | 121              | —       | —       | —       | —       | —       |
| 1984–85      | «Нью-Джерсі Девілс»   | НХЛ          | 80               | 22               | 39               | 61               | 105              | —       | —       | —       | —       | —       |
| 1985–86      | «Нью-Джерсі Девілс»   | НХЛ          | 78               | 23               | 40               | 63               | 80               | —       | —       | —       | —       | —       |
| 1986–87      | «Нью-Джерсі Девілс»   | НХЛ          | 51               | 8                | 31               | 39               | 80               | —       | —       | —       | —       | —       |
| 1986–87      | «Детройт Ред-Вінгс»   | НХЛ          | 13               | 2                | 2                | 4                | 19               | 16      | 5       | 2       | 7       | 28      |
| 1987–88      | «Адірондак Ред-Вінгс» | АХЛ          | 2                | 1                | 2                | 3                | 0                | —       | —       | —       | —       | —       |
| 1987–88      | «Детройт Ред-Вінгс»   | НХЛ          | 57               | 6                | 11               | 17               | 42               | 16      | 4       | 1       | 5       | 12      |
| 1988–89      | «Ванкувер Канакс»     | НХЛ          | 15               | 4                | 3                | 7                | 10               | 7       | 1       | 2       | 3       | 10      |
| 1988–89      | ХК «Сьєр»             | НЛБ          | —                | —                | —                | —                | —                | —       | —       | —       | —       | —       |
| Усього в НХЛ | Усього в НХЛ          | Усього в НХЛ | 977              | 252              | 449              | 701              | 1625             | 125     | 28      | 39      | 67      | 298     |

### Збірна
| Рік  | Команда | Турнір | І | Г | П | О | ШХ |
| ---- | ------- | ------ | - | - | - | - | -- |
| 1975 | Канада  | МЧС    | 5 | 1 | 4 | 5 | 9  |